# Нижний Саловск
Ни́жний Са́ловск — посёлок в Семикаракорском районе Ростовской области.
Входит в состав Бакланниковского сельского поселения.

## Население
| 2010 |
| ---- |
| 1004 |

## Улицы
| - ул. Заводская, - ул. Мира, - ул. Новая, - ул. Садовая, - ул. Торговая, | - пер. Безымянный, - пер. Пионерский, - пер. Северный, - пер. Театральный, - пер. Школьный. |